# ET-Klima

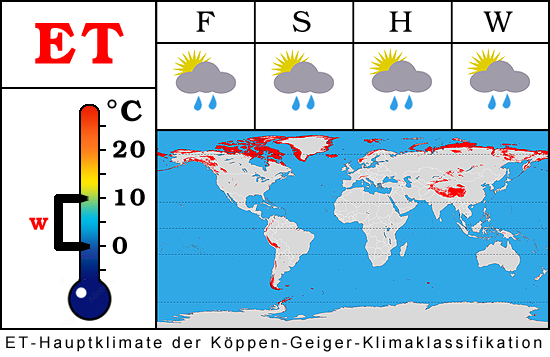
Wärmster Monat zwischen 0 und 10 °C
ganzjährig ausreichend feucht

Das ET-Klima – von Köppen und Geiger sowie allgemein als Tundrenklima und in englischsprachigen Veröffentlichungen entsprechend als Tundra Climate bezeichnet, ist eines der elf Hauptklimate der effektiven Klimaklassifikation nach Köppen & Geiger (1918 bis 1961). Es grenzt die Klimate der (sub)polaren Tundren nach festgelegten Temperaturgrenzen ein und untergliedert die Klimaklasse E (Schnee-Eis-Klimate) zusammen mit dem EF-Klima.
Köppens Grenzwerte sind (trotz oder wegen der erheblichen Vereinfachungen im Vergleich mit anderen Systemen) bis heute weltweit die am häufigsten verwendeten Klimaschlüssel in klimageographischen Zusammenhängen.

## Bezeichnung und Klassifikation
Um Verwechslungen mit den Klimaten anderer Systeme oder den „klassischen“ Klimazonen zu vermeiden, empfahl bereits Köppen, vorrangig die kryptischen Bezeichnungen zu verwenden.
Die insgesamt 30 Klima-Untertypen dieses Systems sind durch jeweils zwei oder drei Buchstaben gekennzeichnet, die für bestimmte Wärme- und Wassermangelgrenzen für den Pflanzenwuchs stehen (Schwellenwerte und Andauerzeiten der Temperaturen und Niederschläge). Sie bilden die wesentlichsten klimatischen Ansprüche der großen Pflanzenformationen der Erde ab. Trotz einiger fachlicher Unzulänglichkeiten und etlicher „technischer“ Klimate, die keinen Bezug zu einer hauptsächlichen Vegetation haben, hat sich die Klimakarte von Köppen & Geiger in der Klimageographie weltweit in etlichen (etwa digitalen) Überarbeitungen und Ableitungen etabliert.

## Grenzwerte
E = Die Mitteltemperatur des wärmsten Monats liegt unter 10 °C.
T = Der wärmste Monat liegt im Mittel zwischen 0 und 10 °C

(Datengrundlage: 1980–2016)

## Ausprägung und Verbreitung
Der vorherrschende Vegetationstyp sind baumlose Offenlandschaften, vor allem Tundren und alpine Gebirgsvegetation, aber auch einige Kältewüsten oder tropisch/subtropische Hochlandsteppen wie die Puna der Hochanden und viele mehr oder weniger große Randgebiete von Inlandeisflächen. Gräser, Moose und Flechten sowie Zwergsträucher in den milderen und/oder feuchteren Regionen sind für diese Formationen prägend. Die großen Unterschiede zwischen sehr schwach bestrahltem polarem Jahreszeiten- und sehr stark bestrahltem tropischen Tageszeitenklima einerseits, sowie zwischen den stark voneinander abweichenden Pflanzenformationen der Tundra und tropischer Hochgebirge andererseits, legt jedoch einen der Nachteile der Köppenschen Vereinfachungen offen. Davon abgesehen ist Köppens Klimaschlüssel hier trotz der wenigen Parameter geeignet, die ungefähre Lage der Tundren nachzubilden (siehe auch Vor- und Nachteile der Köppen-Klassifikation).
Die weitaus größten ET-Gebiete der Erde liegen im kanadischen Inuit-Territorium Nunavut als Zentrum der nordamerikanischen Tundren, die sich auch an den Küsten Grönlands entlangziehen. Ein zweiter Schwerpunkt zieht sich von der Inseln Nowaja Semlja über die Taimyrhalbinsel entlang der sibirischen Nordküste bis zur Tschuktschen-Halbinsel. Alle Hochgebirge, deren Gipfelregionen über die Baumgrenze reichen, weisen ein Tundrenklima auf. Abgesehen von großen Flächen in Hochasien und den Anden werden die Ausmaße der alpinen Klimate jedoch Richtung Äquator deutlich kleiner. Auf der Südhalbkugel liegen die größten Flächen in den patagonischen Anden, während polare Tundra nur auf der antarktischen Halbinsel und den polaren und subpolaren Inseln auf vergleichsweise sehr kleinen Flächen vorkommt.

### Beispiele
- Kugaaruk, Nunavut, Kanada[9]
- Nationalpark Sarek (Hochlagen), Norrland, Schweden[10]
- Zugspitze, Bayern, Deutschland[11]
- Großes Arktisches Schutzgebiet, Autonomer Kreis Taimyr, Russland[12]
- Xainza, Tibet, China[13]
- Nationalpark Tierra del Fuego, Feuerland, Argentinien[14]
- Kerguelen-Inseln, Französische Überseegebiete[15]
- González-Videla-Antarktis-Station, Antarktische Halbinsel, (chilenisch)[16]

## Vergleiche
Die Temperaturen der Inselklimate (wie auch Südisland auf der Nordhalbkugel) fallen im Winter kaum unter 0 °C. Dieser Unterschied zu den „eigentlichen“ Tundrenklimaten mit sehr kalten Wintern wird von der Köppen-Klassifikation nicht unterschieden.
Das „Tundrenklima“ Ft nach Trewartha folgt derselben Definition, während die Klimate I.2 bis I.4. nach Troll & Paffen durch weitere Temperaturwerte definiert werden (die auch die vorgenannten hochozeanischen Klimate differenzieren).